# Göran Therborn
Göran Therborn (né le 23 septembre 1941 à Kalmar en Suède) est professeur de sociologie à l'Université de Cambridge et est l'un des sociologues contemporains d'influence marxiste les plus cités et reconnus pour ses travaux académiques.

## Éducation
Therborn est né en 1941, dans une famille de propriétaires fonciers. Il obtient son diplôme au gymnase de la Hanseatic Kalmar en l'année 1960. Il a par la suite fréquenté l'Université de Lund en Suède, où il a obtenu un Fil. Dr en 1974.